# Поветкин, Владимир Иванович (музыковед)
Влади́мир Ива́нович Пове́ткин (26 февраля 1943, Солдатско-Степное, Сталинградская область — 10 октября 2010, Великий Новгород) — музыковед

 и реставратор, создатель и первый директор Новгородского Центра музыкальных древностей Архивная копия от 10 апреля 2013 на Wayback Machine.
Владимир Иванович Поветкин дружил с писателем Дмитрием Михайловичем Балашовым

## Биография
Родился в селе Солдатско-Степное Сталинградской области. Воспитывался матерью Марией Фёдоровной Байбаковой. Они много переезжали, пока не остановились в Курске, где он поступил и закончил художественно-графическое педагогическое училище. Службу проходил на Северном флоте.
В 1969 году переехал в Новгород, где начал сотрудничество с Новгородским музеем-заповедником, занимаясь в основном живописью, графикой и деревянной скульптурой.
В 1975 году Владимир Поветкин начал реставрировать и реконструировать археологические находки — деревянные предметы быта древних новгородцев, в том числе и музыкальные инструменты. Уникальные в звучании лирообразные гусли середины XI века с надписью на обломке «Словиша» были восстановлены по его собственной методике в 1978 году. За эту работу его имя было внесено в Книгу рекордов России «Диво: чудеса, рекорды, достижения». Позднее занялся реставрацией берестяных грамот. Участвовал в восстановлении самой древней в славянском мире книги — Новгородской Псалтыри XI века.
В 1990 году создал Центр музыкальных древностей, который сначала функционировал как общественная организация при Советском Фонде культуры.
С 1991 года стал самостоятельным — Автономной некоммерческой организацией Центр культуры Поветкина В. И. «Музыкальные древности». Идею создания мастерской по восстановлению древнерусских музыкальных инструментов активно поддерживал Д. С. Лихачёв. Основная работа центра связана с исследованием и популяризацией древнего музыкального искусства. Поветкин неоднократно выступал на конференциях, мастер-классах, фестивалях как в России, так и за рубежом.
В октябре 2007 года выступил с докладом «Звучащие приспособления, открытые на Городище близ Новгорода» на научно-практической конференции «У истоков русской государственности», которая была устроена Новгородским Межрегиональным институтом общественных наук, институтом истории материальной культуры РАН и Новгородским государственным объединенным музеем-заповедником.

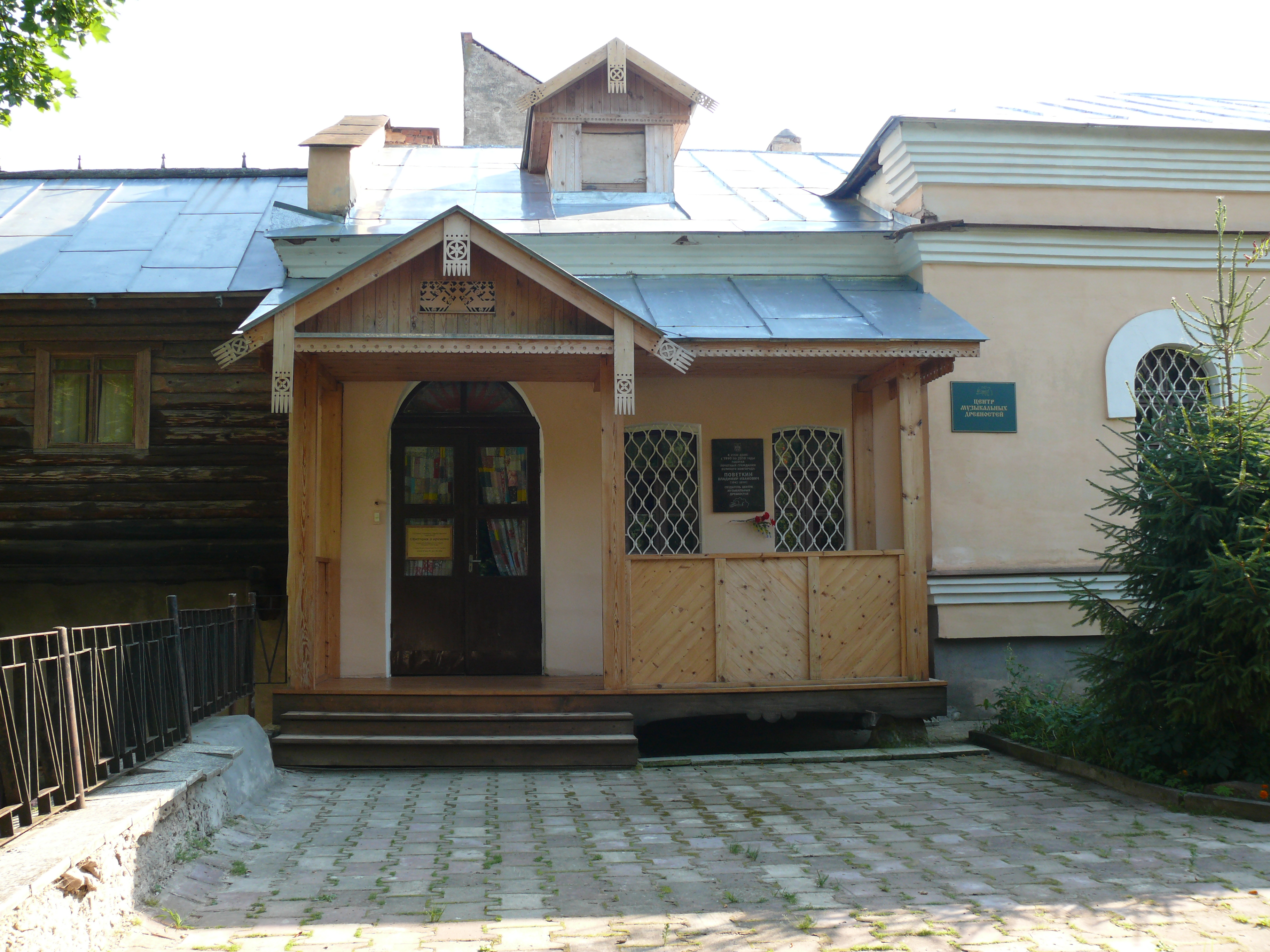
Центр музыкальных древностей Владимира Поветкина

Владимир Поветкин был одним из инициаторов создания журнала «Чело», также выполнял иллюстрации к рубрикам журнала.
Умер 10 октября 2010 года. Похоронен на Западном кладбище в Великом Новгороде.

## Избранные публикации
Автор многочисленных публикаций в области музыкальной археологии, фольклора и этнографии. С полной его библиографией можно ознакомиться здесь Архивная копия от 3 апреля 2016 на Wayback Machine. Вот некоторые из них:
- О Лихачеве, Новгороде, гуслях и молитве Архивная копия от 13 января 2012 на Wayback Machine
- Зачем-то Балашову был нужен фольклор Архивная копия от 30 января 2010 на Wayback Machine
- На грани жизни и позора, или летний Солнцеворот в Новгороде / (1994)
- Новгородские гусли и гудки // Новгородский сборник. 50 лет раскопок Новгорода / Под общ. ред. Б.А. Колчина, В.Л. Янина. — М.: Наука, 1982. — С. 295—322. — 336 с.
- Обретение Новгородской Псалтыри, или Реставрация древнего воскового рукописания[10]
- Лучинное освещение в Древнем Новгороде//Российская археология. — № 3. — Июль-Сентябрь 2009. — С. 50-57.
- Бубенцы и колокольчики среди прочих шумящих и ударных приспособлений в обиходе древних новгородцев // Новгородский исторический сборник. Вып. 11 (21). — СПб., 2008.
- Гудебные сосуды древних псковичей. Ч. 1 // Псков в российской и европейской истории: (К 1100-летию первого летописного упоминания). Т. 1. — М., 2003. — С. 224—234;
- О происхождении инструментальной коллекции Новгородского Центра музыкальных древностей // Музыка Кунсткамеры: К 100-летию Санкт-Петербургского музея музыкальных инструментов / Сост. В. В. Кошелев; Авт. предисл. В. В. Кошелев; Ю. К. Чистов, Е. П. Лярская; РАН. МАЭ им. Петра Великого (Кунсткамера); С.-Петербург. Гос. музей театр. и музык. искусства. — СПб.: МАЭ РАН, 2002. — С. 229—234. — Библиогр. в примеч.: с. 234. — Рез. англ.
- Два превращения смычкового музыкального инструмента. (Из опыта восстановительных работ) // Новгород и Новгородская земля. История и археология. (Тезисы научной конференции). Вып. 6. — Новгород, 1992. — 101 с., 1000 экз. — с. 82.
- Новгород музыкальный по материалам археологических исследований. Сезон раскопок 1995 г.//Новгород и Новгородская земля. История и археология. (Материалы научной конференции. Новгород, 23-25 январ 1996 г.). Вып. 10. — Новгород, 1996. — 252 с., 1000 экз. — с. 125
- Опыт восстановления новгородских берестяных грамот.// Новгород и Новгородская земля. История и археология. (Материалы научной конференции. Новгород, 23-25 январ 1996 г.). Вып. 10. — Новгород, 1996. — 252 с., 1000 экз. — с. 139.
- Звонкие струны древних новгородских гуслей (Из опыта восстановительных работ) // Новгородский исторический сборник. — Л.: Наука, 1989. — Вып. 3 (13). — С. 51—62. Архивировано 16 мая 2017 года.
- Музыкальный инструментарий древнего Новгорода // Живая старина : журнал о русском фольклоре и традиционной культуре. — 1997. — № 2. — С. 46—49. Архивировано 26 ноября 2020 года.
- Ольшанская Е. Берестяные грамоты. Передача с участием В.И. Поветкина. Радио Свобода (10 августа 2003). Дата обращения: 27 января 2021. Архивировано 23 апреля 2017 года.

Фильмография
В 1984 году вышел документальный фильм Живые струны, где В. И. Поветкин выступил в сюжете про лирообразные гусли.

## Награды и звания
- Кавалер международного ордена Св. Константина Великого,
- Заслуженный работник культуры РФ,
- Почётный гражданин Великого Новгорода (24.05.2007)[12],
- Специальная премия Национальной премии «Культурное наследие» за 2006—2007 и памятная медаль Национального Фонда «Возрождение русской усадьбы» за заслуги в сохранении памятников Отечества («за восстановление и использование в социо-культурных целях деревянного флигеля городской усадьбы Игнатовского в Великом Новгороде»[13])
- Юбилейная медаль «В память 1150-летия Великого Новгорода».

## Мнения
- Академик Валентин Лаврентьевич Янин:

— Поветкин — это тот человек, о котором должен знать каждый новгородец. Не знать просто стыдно. Дело всей его жизни — это, конечно, восстановленное им звучание древнерусских инструментов.

Но он же — участник раскрытия берестяных грамот, их сохранения и отчасти прочтения. Наконец, исключительно его умению и служению обязаны мы тем, что удалось прочесть древнейшую славянскую псалтирь.

Собрав из десятков тысяч кусочков воска трехстраничный текст, Владимир Иванович сделал, казалось бы, невозможное. Гений реставрации, вне всяких преувеличений.